# Stenopogon propinquus
Stenopogon propinquus là một loài ruồi trong họ Asilidae. Stenopogon propinquus được Bromley miêu tả năm 1937. Loài này phân bố ở vùng Tân Bắc giới.